# Кларенвилл
Кларенвилл — город на острове Ньюфаундленд в канадской провинции Ньюфаундленд и Лабрадор.
Население города составляет 5274 человек.
Первый трансатлантический телефонный кабель TAT-1 был проложен между городами Обан (Шотландия) и Кларенвилл (Ньюфаундленд) в течение 1955—1956 гг.

## География и климат
Расположен на восточном побережье Ньюфаундленд, город имеет общую площадь 14,79 квадратных км.
В городе Кларенвилл умеренно-холодный климат. Количество осадков в течение года значительное, даже в засушливые месяцы. По классификации Кёппена — влажный континентальный климат (индекс Dfb) с тёплым летом и равномерным увлажнением в течение года. Климатическое лето продолжается с начала июля до конца августа.
| Показатель                   | Янв. | Фев. | Март | Апр. | Май  | Июнь | Июль | Авг. | Сен. | Окт. | Нояб. | Дек. | Год  |
| ---------------------------- | ---- | ---- | ---- | ---- | ---- | ---- | ---- | ---- | ---- | ---- | ----- | ---- | ---- |
| Средний максимум, °C         | −0,4 | −1   | 1,6  | 5,7  | 10,9 | 15,2 | 19,5 | 19,7 | 15,9 | 10,7 | 6,4   | 1,6  | 9,0  |
| Средняя температура, °C      | −4,2 | −4,9 | −2,1 | 2,2  | 6,6  | 10,7 | 15,1 | 15,6 | 12,0 | 7,1  | 3,2   | −1,8 | 5,0  |
| Средний минимум, °C          | −8   | −8,7 | −5,7 | −1,2 | 2,3  | 6,2  | 10,8 | 11,6 | 8,2  | 3,6  | 0,0   | −5,1 | 0,4  |
| Норма осадков, мм            | 116  | 98   | 101  | 82   | 78   | 96   | 78   | 97   | 99   | 112  | 104   | 109  | 1170 |
| Источник: Климат Кларенвилла |      |      |      |      |      |      |      |      |      |      |       |      |      |